# Schleswig-Holsteinischer Kunstverein
Der Schleswig-Holsteinische Kunstverein e. V. ist ein im Vereinsregister eingetragener Verein mit dem Geschäftssitz in der Landeshauptstadt Kiel.

## Geschichte
Ende des Jahres 1842 trat eine Kommission zusammen, um die Errichtung eines Kunstvereins in der Rechtsform einer Aktiengesellschaft durch das Zeichnen von Aktien zu betreiben. Am 23. März 1843 fand die erste Generalversammlung der Aktionäre statt.
In seinem Statut hatte die Generalversammlung den Vereinszweck wie folgt festgelegt: Der Kunstverein hat zum Zweck, Kunstsinn und Kunstkenntnis unter den Bewohnern der Herzogtümer Schleswig, Holstein und Lauenburg zu verbreiten.
Die erste Ausstellung fand in Kiel im ehemaligen Buchwaldscher Hof statt. Nach einer Schenkung der Christian-Albrechts-Universität zu Kiel kam es am 22. September 1855 auf einer Generalversammlung zur Gründung einer Gemäldegalerie, von der ein Impuls zum Bau einer eigenen Kunsthalle ausging. Hierfür stand ein Grundstück im Areal des Kieler Schlosses zur Verfügung. Die Kunsthalle wurde am 31. Juli 1857 mit einer Rede des Archäologen Peter Wilhelm Forchhammer, Mitglied des Direktoriums des Kunstvereins, in der Dänischen Straße eröffnet. Nach dem Schleswig-Holstein 1867 den Status einer preußischen Provinz Schleswig-Holstein erhielt, verlor der Kunstverein sein Recht am Grundstück durch eine Kündigung. Am 6. Juni 1887 fand die letzte Ausstellung statt. 1888 folgte der Abbruch des Gebäudes zugunsten von Residenzplänen für Prinz Heinrich, Großadmiral der deutschen Flotte. Ein Fachwerkgebäude auf dem Gelände der ehemaligen Anatomie, Dänische Straße 35, diente seit 1889 – wider Erwarten – eine lange Zeit als ein Provisorium (Kunstscheune).
Zwar hatte Lotte Hegewisch (1822–1903) – Tochter des Mediziners Franz Hermann Hegewisch – schon am 10. Dezember 1887 der Universität Kiel ein Grundstück testamentarisch zugesprochen. Doch das Vermächtnis war an die Klausel gebunden, daß vordem und nirgend anderswo ein Kunstmuseum errichtet werden dürfe.
Erst nach mehr als zwanzig Jahren konnte Carl Neumann als Vorsitzender des Kunstvereins den Neubau der Kunsthalle zu Kiel am 15. November 1909 feierlich eröffnen.
Nach dem Ersten Weltkrieg konnte bereits 1919 eine Ausstellung der Schleswig-Holsteinischen Kunstgenossenschaft anlässlich ihres Bestehens seit 25 Jahren realisiert werden. 1920 folgte eine Ausstellung schleswig-holsteinischer Künstler, zu denen Christian Rohlfs, Emil Nolde und Ernst Barlach gehörten.